# Finns det kraft uti källan av blod
Finns det kraft uti källan av blod är en sång med text från 1894 av Erland Richter. Musiken är komponerad 1874 av Tullius Clinton O'Kane.

## Publicerad i
- Frälsningsarméns sångbok 1929 som nr 147 under rubriken "Helgelse - Bön om helgelse och Andens kraft".
- Frälsningsarméns sångbok 1968 som nr 144 under rubriken "Helgelse".
- Frälsningsarméns sångbok 1990 som nr 396 under rubriken "Helgelse".
- Sångboken 1998 som nr 25.